# Не нам, не нам, а имени твоему

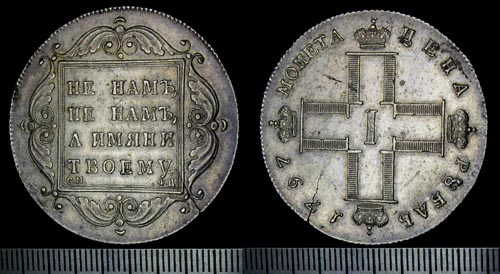
Рубль Павла I с данной надписью

Не нам, не нам, а имени Твоему (рус. дореф. Не намъ, не намъ, а имяни Твоему) — сокращённая цитата из Библии, неоднократно использовавшаяся в качестве девиза на монетах и монументах. Её источником является фраза из Псалтиря: «Не нам, Господи, не нам, но имени Твоему дай славу, ради милости Твоей, ради истины Твоей» (Пс. 113:9).
В западной культуре аналогом является латинская фраза «Non nobis Domine, non nobis, sed nomini tuo da gloriam». В сокращенной форме «Non nobis» стало названием христианского гимна, который упоминается, в частности, в пьесе Шекспира «Генрих V». 
Орден тамплиеров сделал фразу своим девизом.

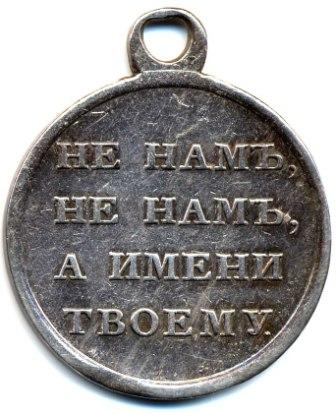
Серебряная медаль «В память Отечественной войны 1812 г.» реверс

Павел I, увлечённый идеями средневекового рыцарства, поместил русский перевод фразы на аверсе монет, заменив традиционный монарший профиль, что было вызовом для существовавших в ту эпоху представлений. Девиз выглядит как посвящение монеты Богу, а не кесарю. Надпись чеканилась на золотых червонцах и 5-рублёвых монетах, а также на серебряных рублях, полтинах, полуполтинниках и ефимках.
Впоследствии данная фраза многократно чеканилась на памятных медалях, в частности, на медали «В память Отечественной войны 1812 года», на медали «В память русско-турецкой войны 1877—1878», на медали в память о закладке храма Христа Спасителя.
Та же надпись была и на золотой памятной медали, посвященной освобождению крестьян в 1861 году и выпущенной в единственном экземпляре для царя-освободителя Александра II.
Текст «Не нам, не нам, а имени Твоему» начертан на задней плите «русского» памятника войне 1877—1878 годов в Софии.

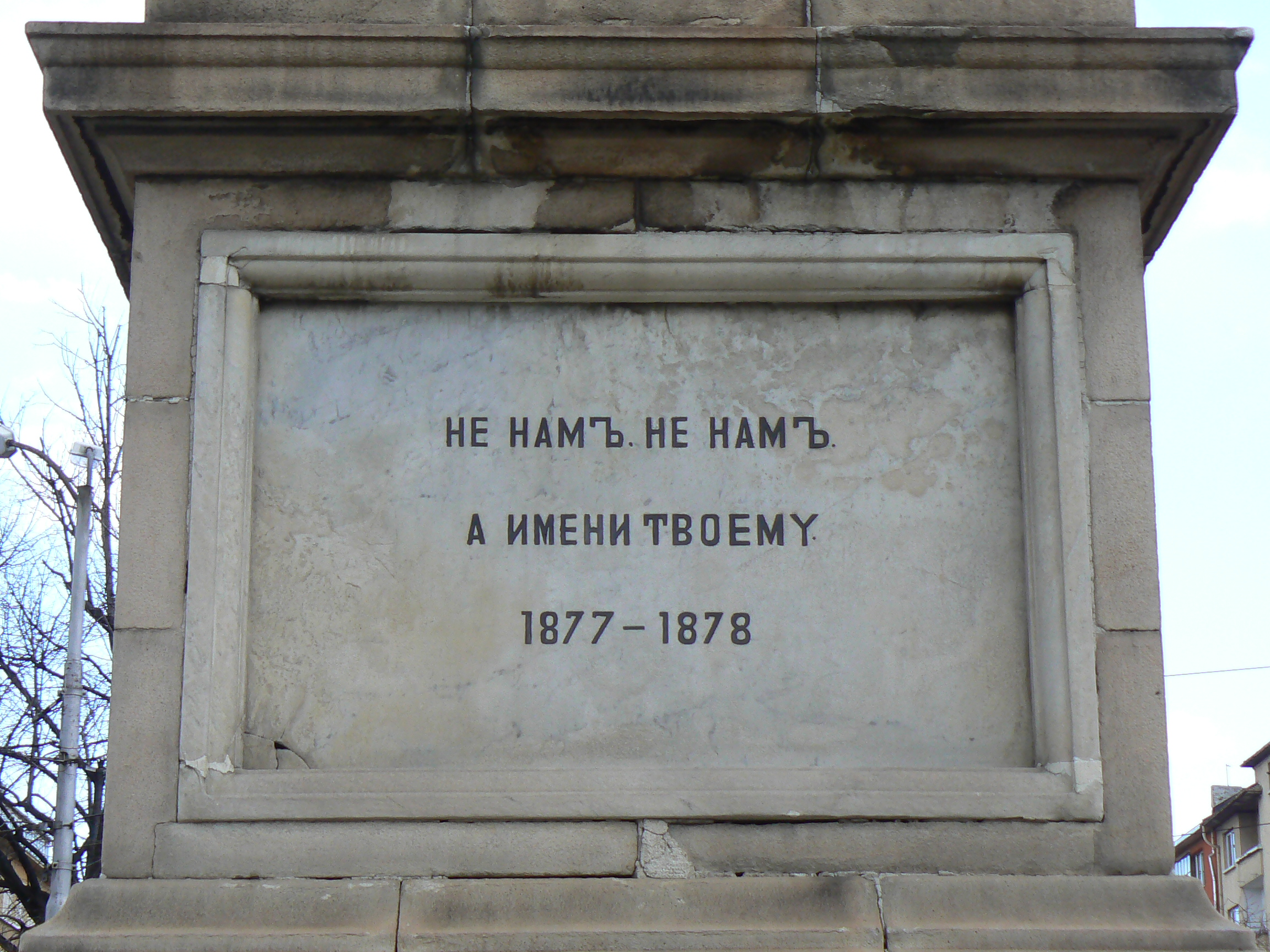
Задняя плита Русского памятника в Софии (Болгария)